# Punto de vista ambiguo
En informática, el antipatrón de diseño punto de vista ambiguo o ambiguous viewpoint (en inglés), corresponde a una falta de clarificación durante el modelado, usualmente dejada a propósito para evitar una toma de decisión conflictiva.

## Modelos de análisis y diseño orientado a objetos
Los modelos de análisis y diseño orientado a objetos se presentan normalmente sin especificar el punto de vista que representan. Por norma general, dichos modelos expresan el punto de vista de la implementación, que tiene en mente la estructura de un programa de computadora. Sin embargo, cuando se mezclan puntos de vista se viola la separación fundamental entre interfaces y detalles de implementación, que es uno de los principales beneficios del paradigma de orientación a objetos.

## Consecuencia
Una consecuencia de la aplicación de este patrón es que la falta de toma de decisión se transmite hacia las otras etapas del desarrollo, usualmente obstaculizando el desarrollo o dejando que una solución de facto se tome en otras instancias.

## Solución
La solución por supuesto es poner en evidencia, en las otras etapas del desarrollo, las omisiones en el diseño y sus consecuencias, de manera de forzar una toma de decisión razonada en el nivel adecuado.